# Équipe du Sénégal de football à la Coupe d'Afrique des nations 2012
L’équipe du Sénégal de football participe à la Coupe d'Afrique des nations 2012 organisée au Gabon et en Guinée équatoriale en janvier et février 2012. Les Lions, pour leur douzième participation à la phase finale de l'épreuve, sont éliminés au premier tour.

## Qualifications
Le Sénégal termine en tête de son groupe de qualification, avec cinq victoires et un match nul. Il devance, et élimine, le Cameroun, quadruple vainqueur de la compétition.
| Rang | Équipe   | Pts | J | G | N | P | Bp | Bc | Diff |  | Résultats (▼ dom., ► ext.) |     |     |     |     |
| ---- | -------- | --- | - | - | - | - | -- | -- | ---- |  | -------------------------- | --- | --- | --- | --- |
| 1    | Sénégal  | 16  | 6 | 5 | 1 | 0 | 16 | 2  | +14  |  | Sénégal                    |     | 1-0 | 2-0 | 7-0 |
| 2    | Cameroun | 11  | 6 | 3 | 2 | 1 | 12 | 5  | +7   |  | Cameroun                   | 0-0 |     | 1-1 | 5-0 |
| 3    | RD Congo | 7   | 6 | 2 | 1 | 3 | 10 | 11 | -1   |  | RD Congo                   | 2-4 | 2-3 |     | 3-0 |
| 4    | Maurice  | 0   | 6 | 0 | 0 | 6 | 2  | 22 | -20  |  | Maurice                    | 0-2 | 1-3 | 1-2 |     |

| 1re journée                  | RD Congo                 | 2 - 4   | Sénégal                           | Stade Frédéric-Kibasa-Maliba, Lubumbashi         |                                                  |
| 5 septembre 2010 16h30 UTC+2 | Mihayo 71e · Kabangu 71e | (1 - 3) | Sow 6e · Niang 12e 22e 57e (pen.) | Spectateurs : 35 000 Arbitrage : Djamel Haimoudi | Spectateurs : 35 000 Arbitrage : Djamel Haimoudi |

| 2e journée                 | Sénégal                                                        | 7 - 0   | Maurice | Stade Léopold-Sédar-Senghor, Dakar              |                                                 |
| 9 octobre 2010 20h30 UTC+2 | Cissé 7e 37e 73e · Niang 22e 66e · Sow 47e · Estazie 90e (csc) | (3 - 0) |         | Spectateurs : 50 000 Arbitrage : Daniel Bennett | Spectateurs : 50 000 Arbitrage : Daniel Bennett |

| 3e journée               | Sénégal  | 1 - 0   | Cameroun | Stade Léopold-Sédar-Senghor, Dakar             |                                                |
| 26 mars 2011 18h00 UTC+2 | Ba 90+2e | (0 - 0) |          | Spectateurs : 80 000 Arbitrage : Yosr Saadalah | Spectateurs : 80 000 Arbitrage : Yosr Saadalah |

| 4e journée              | Cameroun | 0 - 0   | Sénégal | Stade Ahmadou Ahidjo, Yaoundé          |                                        |
| 4 juin 2011 15h30 UTC+1 |          | (0 - 0) |         | Arbitrage : Helder Martins de Carvalho | Arbitrage : Helder Martins de Carvalho |

| 5e journée                   | Sénégal     | 2 - 0   | RD Congo | Stade Léopold-Sédar-Senghor, Dakar |                             |
| 3 septembre 2011 19h00 UTC+0 | Sow 34e 50e | (1 - 0) |          | Arbitrage : Noumandiez Doue        | Arbitrage : Noumandiez Doue |

| 6e journée                 | Maurice | 0 - 2   | Sénégal               | Stade Anjalay, Belle Vue  |                           |
| 7 octobre 2011 17h00 UTC+4 |         | (0 - 2) | N'Doye 9e · Cissé 25e | Arbitrage : Janny Sikazwe | Arbitrage : Janny Sikazwe |

## Compétition

### Tirage au sort
Le Sénégal est placé dans le groupe A, basé à Bata, en compagnie de la Guinée équatoriale, co-organisateur, de la Libye et de la Zambie, futur vainqueur.

### Premier tour
Les Lions débutent la compétition par une défaite surprise face à la Zambie (2-1). Menés 2-0 dès la 20e minute, ils réduisent le score à la 74e minute, par Ndoye.
Ils affrontent la Guinée-équatoriale, pays-hôte, pour leur deuxième match. Malgré l'égalisation de Moussa Sow à la 90e, ils s'inclinent en encaissant un nouveau but dans les arrêts de jeu (2-1). Cette deuxième défaite en deux matchs les élimine.
Le dernier match se solde également par une défaite deux buts à un, face à la Libye.
| Rang | Équipe             | Pts | J | G | N | P | Bp | Bc | Diff |
| ---- | ------------------ | --- | - | - | - | - | -- | -- | ---- |
| 1    | Zambie             | 7   | 3 | 2 | 1 | 0 | 5  | 3  | +2   |
| 2    | Guinée équatoriale | 6   | 3 | 2 | 0 | 1 | 3  | 2  | +1   |
| 3    | Libye              | 4   | 3 | 1 | 1 | 1 | 4  | 4  | 0    |
| 4    | Sénégal            | 0   | 3 | 0 | 0 | 3 | 3  | 6  | -3   |

| 21 janvier 2012 | Sénégal    | 1 - 2 | Zambie                  | Stade de Bata (Bata)                         |                                              |
| 22h00 (UTC+1)   | N'Doye 74e |       | Mayuka 12e · Kalaba 20e | Spectateurs : 17 500 Arbitrage : Sidi Alioum | Spectateurs : 17 500 Arbitrage : Sidi Alioum |

| 25 janvier 2012 | Guinée équatoriale         | 2 - 1 | Sénégal | Stade de Bata (Bata)                                 |                                                      |
| 20h00 (UTC+1)   | Iyanga 62e · Álvarez 90+4e |       | Sow 90e | Spectateurs : 35 000 Arbitrage : Khalid Abdel Rahman | Spectateurs : 35 000 Arbitrage : Khalid Abdel Rahman |
| 20h00 (UTC+1)   | Doe 90+5e                  |       |         | Spectateurs : 35 000 Arbitrage : Khalid Abdel Rahman | Spectateurs : 35 000 Arbitrage : Khalid Abdel Rahman |

| 29 janvier 2012 | Libye           | 2 - 1 | Sénégal        | Stade de Bata (Bata)                                     |                                                          |
| 19h00 (UTC+1)   | Boussefi 5e 84e |       | D. N'Diaye 11e | Spectateurs : 10 000 Arbitrage : Rajindraparsad Seechurn | Spectateurs : 10 000 Arbitrage : Rajindraparsad Seechurn |

### Statistiques

#### Buteurs
| Buts | Joueurs      | Adversaires        |
| ---- | ------------ | ------------------ |
| 1    | Deme N'Diaye | Libye              |
| 1    | Dame N'Doye  | Zambie             |
| 1    | Moussa Sow   | Guinée équatoriale |